# Thor-Björn Bergman
Thor-Björn Bergman, född 21 april 1957 i Stockholm, är en svensk filmare, programmerare och författare. 
Under 2011 startade Bergman Kanal 24 som var en webb-tv-kanal med syfte att producera och visa film om övergrepp, utsatthet och dess konsekvenser. Projektet finansierades av Hugo Stenbecks stiftelse och under tre års tid producerade Bergman ett 50-tal filmer och reportage till kanalen.   Under våren 2013 slutade Bergman att producera filmer om övergrepp på grund av dödshot.
Bergman driver sedan 2008 en reklamfri och ideell webb-tv-kanal.
Sedan 2016 är Bergman projektledare i den ideella föreningen Kidox med syfte att sprida kunskap och information om barn och ungdomars situation i 2000-talets Sverige.
Bergman är sedan 2021 code leader (ordförande) i det filantropiska technätverket Codexus.

## Filmografi (i urval)
- 2018 - Ismaili - pojken som slutade le[15]
- 2018 - Sköna sommar[16]
- 2017 - För Sveriges skull[17]
- 2016 - En himmel som är blå[18]
- 2016 - Vägen till mästerskapen
- 2015 - Maximus den store
- 2015 - Drömmen blev verklighet
- 2014 - Trumpetaren som inte fick nog
- 2014 - Tillbaka till Hjortsberga
- 2014 - Så långt vingarna bär[19]
- 2014 - Pojken, musiken och drömmarna
- 2013 - Pojken och tanten som inte ville förstå[20]
- 2012 - Ramonas resa
- 2012 - Vem lyssnar på Ella?[21]
- 2012 - Rymmaren
- 2011 - Pojken med ett kors på ryggen[22]
- 2011 - Barnen i Dhaka[23]
- 2011 - Pappa, kom hem
- 2011 - Fyra nyanser av svart
- 2010 - Ocean of love
- 2010 - I sektens klor[24]
- 2008 - Längtan till Skummeslöv
- 2006 - Mitt hjärtas röst

## Priser och utmärkelser
- Stenbecksstipendiet, 2012[25]
- Trasdockans pris, 2011[26]
- Nominerad till Svenska Hjältar, 2011[27]